# Opsonin

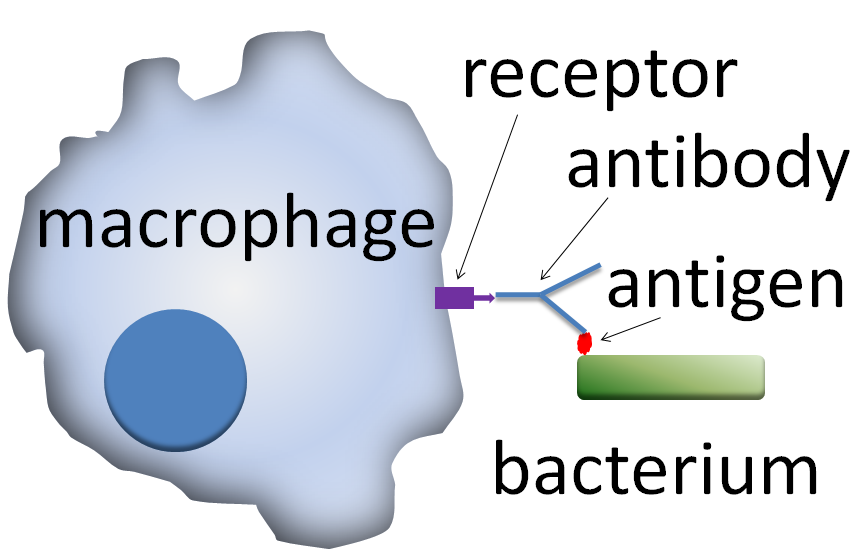
Opsoninets verkan, en fagocytisk cell känner igen opsoninet på antigenets yta.

Ett opsonin (från grekiska opsonin, förbereda för ätande), är en molekyl som förstärker fagocytos genom att märka antigen så att immunreaktionen mot antigenet förstärks (dvs, det gör att fagocyter blir starkare attraherade till den märkta cellen). Men termen används vanligtvis med referens till molekyler som agerar som bindningsförstärkare för fagocytos-processen, särskilt antikroppar, som sätter sig som ett negativt laddat molekyllager utanpå den främmande cellens membran. Molekyler som aktiverar komplementsystemet betraktas också som opsoniner. Fagocytiska celler har inte någon Fc-receptor för Immunoglobulin M (IgM), vilket gör IgM oeffektiva när det gäller att bidra till fagocytos. Men IgM är mycket effektivt i att aktivera komplementsystemet och betraktas därför också som ett opsonin. Även molekyler som bidrar till att celler förstörs av mördarceller kan kallas opsoniner.